# Хелена фон Саксония-Лауенбург
Хелена фон Саксония-Лауенбург (на немски: Helene von Sachsen-Lauenburg; † сл. 13 септември 1337) от род Аскани е принцеса от Саксония-Лауенбург и чрез женитби графиня на Шварцбург-Бланкенбург и графиня в Холщайн и Шауенбург.
Тя е дъщеря на херцог Йохан I от Саксония-Лауенбург († 1285) и съпругата му Ингеборг († 1302), дъщеря на Биргер Ярл и сестра на херцог Ерик Биргерсон в Швеция.
Хелена фон Саксония-Лауенбург умира сл. 13 септември 1337 г. и е погребана в Локум.

## Фамилия
Хелена фон Саксония-Лауенбург се омъжва на 22 ноември 1283 г. в Орвието за граф Гюнтер IX фон Шварцбург-Бланкенбург († 1289), син на граф Гюнтер VII фон Шварцбург-Бланкенбург († 1274) и София († сл. 1287). Тя е втората му съпруга. Те имат една дъщеря:
- Аделхайд († 1319), омъжена пр. 1280 г. за граф Гюнтер VII фон Кефернбург († 1302)

Хелена фон Саксония-Лауенбург се омъжва втори път на 14 февруари 1297 г. за граф Адолф VI фон Холщайн-Шаумбург († 1315), третият син на граф Герхард I фон Холщайн-Итцехое (1232 – 1290) и Елизабет фон Мекленбург († ок. 1280). Те имат децата:
- Адолф VII (* ок. 1297; † 5 юни 1354), женен I. на 25 февруари 1301 г. за Хедвиг фон Шваленберг († 1322), II. пр. 25 юли 1322 за Хайлвиг цур Липе († 1369)
- Герхард († 1353), епископ на Минден
- Ерменгард († 1326), омъжена за граф граф Ото II фон Хоя († 1324)
- Елизабет († сл. 1332), омъжена 1316 г. за граф Хайнрих III фон Шверин († 1344)
- Хелена († 28 януари 1341), омъжена за граф Хайнрих IX фон Шварцбург († 1358)
- Луитгард († пр. 22 януари 1387), монахиня
- Мехтилд († 1340), омъжена ок. 1325 г. Конрад VI фон Дипхолц († 1379)
- Ерих фон Холщайн († 1350), номиниран 1331 г. за епископ на Хилдесхайм